# جامعه‌شناسی مارکسیستی

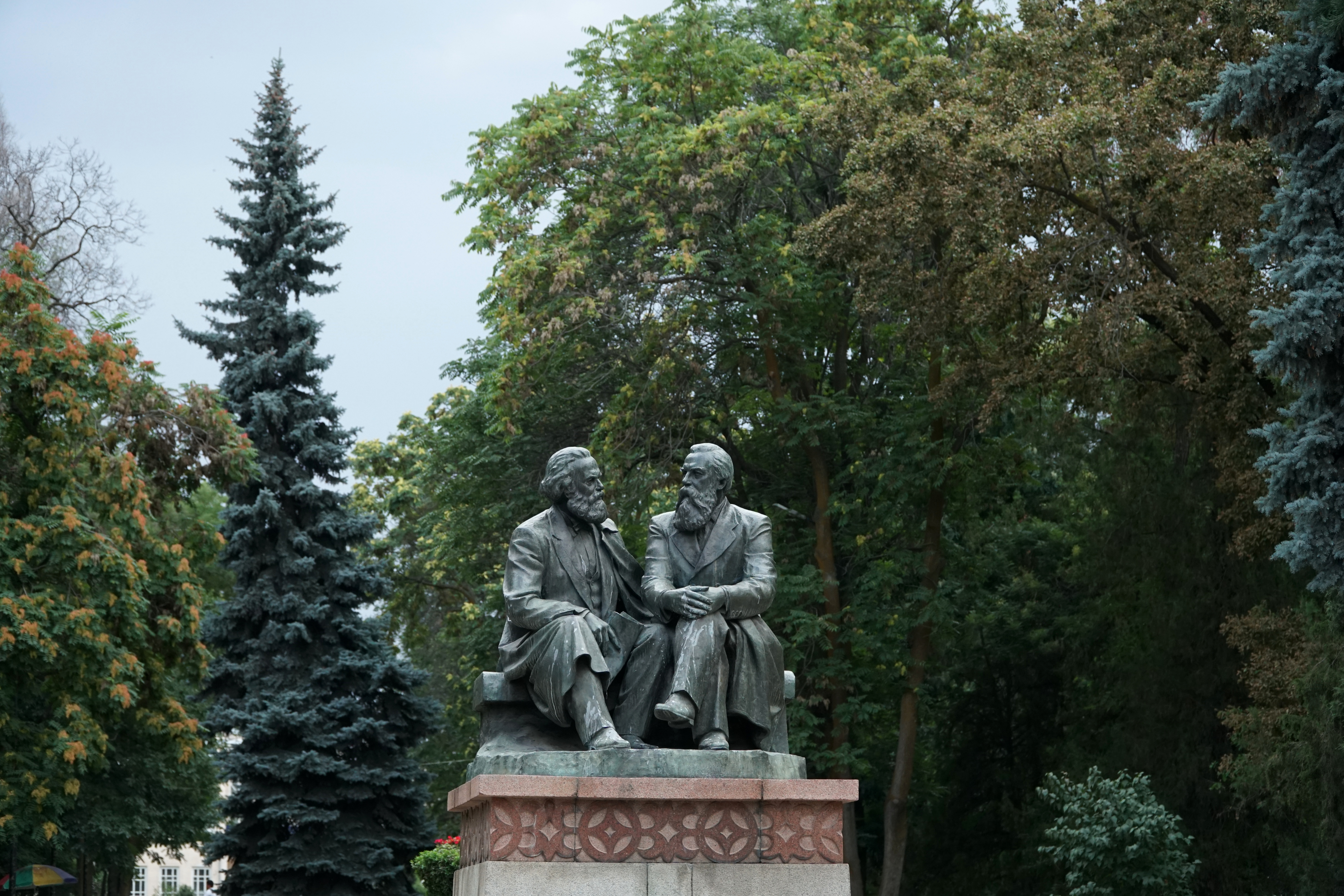
جایگاه کارل مارکس و فریدریش انگلس در بیشکک، قرقیزستان

جامعه‌شناسی مارکسیستی (به انگلیسی: Marxist sociology) به کاربرد دیدگاه مارکسیستی در مطالعه جامعه‌شناسی اشاره دارد.
مارکسیسم را می‌توان تا وقتی سعی می‌کند علمی، سیستماتیک و عینی بماند و صرفاً هنجاری و تجویزگر نباشد به عنوان فلسفه سیاسی و  روش جامعه‌شناختی به رسمیت شناخت. از اینرو، جامعه‌شناسی مارکسیستی شکلی از نظریه تضاد است که با هدف توسعه مارکسیسم، با اثبات‌گرایی تجربی سرمایه‌داری مرتبط است. جامعه به عنوان بخشی از بسیج طبقه کارگر انقلابی است.»
این رویکرد می‌تواند پیشرفت نظریه انتقادی و مطالعات فرهنگی را به عنوان رشته‌های کاملاً متمایز تسهیل کند. انجمن جامعه‌شناسی آمریکا (ASA) دارای بخش اختصاصی بررسی موضوعات جامعه‌شناسی مارکسیستی است و در پی آنست «چگونه بینش‌ها، روش‌شناسی و تحلیل مارکسیستی اطلاعات به تبیین پویایی پیچیده جامعه مدرن کمک کند.»

## مفاهیم و قضایا
جامعه‌شناسی مارکسیستی در درجه اول به روابط بین جامعه و اقتصاد توجه دارد ولی به آن محدود نمی‌شود. مفاهیم کلیدی در زمینه فرعی شامل ماتریالیسم تاریخی، شیوه‌های تولید] و رابطه سرمایه - کار. جامعه‌شناسی مارکسیستی همچنین به نحوه استفاده نیروهای پلیس برای کنترل جمعیت بومی، مردم برده و فقرای کارگر به نام سرمایه‌داری توجه دارد.
پرسش‌های کلیدی جامعه‌شناسان مارکسیست عبارتند از:
- کارگران چگونه سرمایه را کنترل می‌کنند؟
- شیوه تولید چگونه بر طبقه اجتماعی تأثیر می‌گذارد؟
- رابطه کارگران، سرمایه، دولت و فرهنگ چیست؟
- عوامل اقتصادی چگونه بر نابرابری‌هایی مانند جنسیت و نژاد تأثیر می‌گذارد؟
- پلیس در سوسیالیسم مارکسیستی چه نقشی دارد؟

در حوزه نظری، جامعه‌شناسی مارکسیستی به عنوان یکی از پارادایم جامعه‌شناسی اصلی شناخته می‌شود و با نظریه تضاد و نظریه انتقادی مرتبط است. برخلاف مارکسیسم و فلسفه مارکسیستی، جامعه‌شناسی مارکسیستی وزن نسبتاً کمی برای ایجاد انقلاب طبقاتی قایل شده‌است، در عوض توسعه هدف،  سیاسی- اقتصادی مطالعه جامعه را دنبال می‌کند تا فلسفه انتقادی پراکسیس. به این ترتیب، ممکن است به عنوان یک حوزه جامعه‌شناسی اقتصادی درک شود.
مطالعه «طبیعت اجتماعی» از این خط فکری سرچشمه گرفت. طبیعت اجتماعی «مفهومی است که برای استدلال اینکه جامعه و طبیعت جدایی ناپذیر هستند استفاده می‌شود و نباید به صورت انتزاعی از یکدیگر تجزیه و تحلیل شود.»

## توسعه تاریخی
جامعه‌شناسی مارکسیستی تحت تأثیر اندیشه کارل مارکس، در حدود سده بیستم پدیدار شد. اولین مکتب مارکسیستی جامعه‌شناختی به نام اتریش مارکسیسم شناخته شد که کارل گرونبرگ و آنتونیو لابریولا از مهمترین اعضای آن بودند.
بیشتر پیشرفت‌ها در این زمینه در حوزه دانشگاه صورت گرفت و مارکسیست را در برابر جامعه‌شناسی بورژوایی قرار داد. برای مدتی، این تقسیم با  انقلاب روسیه تقویت شد که پس از آن منجر به ایجاد اتحاد جماهیر شوروی شد ولی به زودی، جامعه‌شناسی قربانی سرکوب علم بورژوایی در اتحادیه گردد در حالی که پس از چند دهه، جامعه‌شناسی در دولت‌های کمونیستی دوباره برقرار شد، دو جریان فکری جداگانه در جامعه‌شناسی مارکسیستی تکامل یافت:
- مارکسیسم شوروی: مکتب مارکسیست-لنینیست تحت نام کمونیسم سده بیستم (در درجه اول اتحاد جماهیر شوروی) برای خدمت به منافع دولت توسعه یافت. مکتب با پایبندی اجباری به جزم‌گرایی ماتریالیسم تاریخی به‌طور قابل توجهی فلج شد.
- مارکسیسم غربی: مکتبی مارکسیستی با محوریت مطالعات مارکسیسم در  غرب. در دهه ۱۹۴۰ در دانشگاه‌های غربی پذیرفته شد و متعاقباً به چندین دیدگاه مختلف مانند مکتب فرانکفورت (نظریه انتقادی) تقسیم شد.

با توجه به موضع سابق مورد حمایت دولت، در اتحادیه پساکمونیسم (به عنوان مثال جامعه‌شناسی در لهستان) واکنش تندی به اندیشه مارکسیستی وارد شد. با این حال، جامعه‌شناسی مارکسیستی هنوز در پژوهش‌های جامعه‌شناسی غالب است و توسط کشورهای کمونیستی باقیمانده (به عنوان مثال جامعه‌شناسی در چین) مجاز و پشتیبانی می‌شود.

## برای مطالعهٔ بیشتر
- تام بی. باتومور: «جامعه‌شناسی مارکسیستی»، مک‌میلان، ۱۹۷۵.
- مارتین شاو: «جامعه‌شناسی مارکسیستی بازنگری شد: ارزیابی انتقادی»، مک‌میلان، ۱۹۸۵.